# AMC 1934
AMC 1934 – francuski czołg lekki kawalerii Automitrailleuses de Combat Renault Mle.1934 z okresu II wojny światowej. Znany też pod oznaczeniem AMC-34 lub AMC 34.

## Historia
Czołg ten powstał w oparciu o wytyczne określone we Francji w 1931 r. dla czołgów, które miały stanowić pancerne wsparcie zmechanizowanych jednostek kawalerii. Ostatecznie wymagania taktyczno-techniczne określono i przyjęto do realizacji 9 grudnia 1932 r.
Prototyp pojazdu Renault YR (oznaczenie fabryczne) został dostarczony do prób Komisji Konsultacyjnej Uzbrojenia (Commission de Vincennes) 12 października 1933 r. Prototyp w części bazował na rozwiązaniach przyjętych w czołgu rozpoznawczym kawalerii AMR-33. Pojazd nie był wyposażony w wieżę, której wyboru miano dokonać później. Posiadał jedynie atrapę masową wieży. Próby zakończono 2 listopada 1933 r. po przejechaniu przez czołg 799,5 km. W trakcie prób wykryto usterki m.in. przegrzewanie silnika przy zwiększonej prędkości, zbyt duże zużycie paliwa, co ograniczało założony zasięg. Pojazd miał też problemy z jazdą w terenie. Mimo problemów AMC-34 został 23 listopada 1933 r. zaakceptowany przez Commission de Vincennes, przy czym zalecono dokonanie modyfikacji mających na celu wyeliminowanie zauważonych w trakcie badań problemów. Dodatkowo wymieniono rozrusznik zewnętrzny na wewnętrzny oraz usprawniono układ wydechowy wraz z jego opancerzeniem. Następnie pojazd przechodził w 1934 r. próby w ośrodku kawalerii w Mourmelon, gdzie zaobserwowano podobne problemy, jak wcześniej.

## Produkcja
Mimo problemów w obliczu braku perspektywy innych pojazdów, które mogłyby wejść na uzbrojenie kawalerii, Dowództwo Kawalerii złożyło 9 marca 1934 r. pierwsze zamówienie na 12 czołgów. Pierwszy pojazd został dostarczony 17 października 1935 r. Produkcja pojazdów przebiegała bardzo powoli. Przyczyniły się do tego prace nad nowym pojazdem klasy AMC - Automitrailleuses de Combat (późniejszy AMC-35) oraz Renault ZM (późniejszy Renault R-35) oraz traktowanie przez wojsko czołgu AMC-34, jako rozwiązania tymczasowego i przejściowego. Seryjne pojazdy były dostarczane bez wież, które zamontowano na czołgach prawdopodobnie na przełomie roku 1936 i 1937. Ostatecznie seryjne pojazdy zostały wyposażone w dwa rodzaje wież konstrukcji zakładów Puteaux (APX – Ateliers de Puteaux): APX-1, stosowaną też na czołgach D2 i B1, oraz APX-2. Jeden pojazd, być może zmodyfikowany prototyp uzbrojono w wieżę z czołgu Renault FT z armatą SA 18 kalibru 37 mm. Wieża APX-1 była wieżą jednoosobową, uzbrojoną w armatę 47 mm SA 34 i karabin Reibel Mle.31 (MAC 31). Wieża APX-2  była dwuosobowa i była uzbrojona armatę 25 mm SA RF (Région Fortifée) i karabin Reibel Mle.31 (MAC 31). Wszystkie 12 czołgów czołgów w roku 1937 lub 1938 zostało wysłanych do Afryki Północnej, gdzie zostały przydzielone do 1er i 5er RCA (Regiment Chasseurs d’Afrique) – pułków strzelców afrykańskich.